# Euptychia neildi
Espèce
 Euptychia neildi est une  espèce de papillons de la famille des Nymphalidae et de la sous-famille des Satyrinae et du genre Euptychia.

## Dénomination
Euptychia neildi a été décrit par Brévignon en 2005.

## Description
Euptychia neildi est un papillon au dessus marron clair translucide avec l'ocelle de l'apex de l'aile antérieure et deux de l'aile postérieure bien visibles.
Le revers, rayé de marron cuivré, présente une ligne submarginale d'ocelles dont trois à l'aile antérieure et cinq à l'aile postérieure sont nets et parmi ces derniers quatre sont noirs pupillés d'argent, deux à l'apex et deux internes de l'aile postérieure.

## Biologie
Euptychia neildi vole de février à novembre.

### Plantes hôtes
Les plantes hôtes de sa chenille sont des Selaginella. Des chenilles trouvées sur des  sélaginelles ont pu être élevées. Elles sont de couleur verte comme la chrysalide.

## Écologie et distribution
Euptychia neildi n'est présent qu'en Guyane.

### Biotope
Il a été inventorié en lisière de forêt, dans les chemins forestiers.

### Protection
Pas de statut de protection particulier